# Národní park Islas Atlánticas de Galicia
Národní park Atlantické ostrovy Galície (španělsky Parque nacional de las Islas Atlánticas de Galicia) je španělský národní park v Galícii, na severozápadě země. Park tvoří dvě souostroví Ons a Cíes a dva ostrovy Sálvora a Cortegada. Souostroví a ostrovy se nachází v Atlantském oceánu, podél pobřeží Galície. Jsou od sebe vzdálené přibližně 10 km. Park celkem zahrnuje 12 km² souše a 73 km² moře.

## Souostroví a ostrovy
- Ostrovy Cíes, nachází se při ústí zátoky Ría de Vigo, jedná se o tři ostrovy: Monteagudo, Do Faro a San Martiño
- Ostrovy Ons
- Ostrov Sálvora
- Ostrov Cortegada